# Убийство Флавии Бертоцци

Флавия Бертоцци

Убийство Флавии Бертоцци — резонансное преступление, произошедшее в городке Понте-Каприаска (Швейцария) 3 декабря 2002 года. 31-летняя Флавия Бертоцци, беременная жена швейцарского пограничника, была убита в собственной квартире 33-летним Александром Бакаевым, уроженцем Волгоградской области, бывшим десантником, по заказу гражданина Германии и Румынии бизнесмена Клауса Оприса.

## Предыстория
Поводом для убийства беременной женщины, ожидающей двойню, стала ссора Клауса Оприса с её мужем, Андреа Бертоцци, которая произошла 31 марта 2002 года. Гражданин Германии и Румынии Клаус Оприс ехал на машине из Франкфурта в Женеву. На таможне швейцарские служащие обыскали его машину. Во время обыска таможенниками был изъят нож, запрещённый для ввоза в страну. Клаус Оприс был возмущен, словесная перепалка переросла в драку, в результате которой у Оприса был сломан нос. Также нарушителю пришлось заплатить штраф в размере 50 франков. Оприсом была подана официальная жалоба, однако действия таможенников были признаны законными.
Нарушитель пообещал отомстить обидчикам, одним из которых был ефрейтор Андреа Бертоцци.
С помощью своих знакомых Клаус Оприс вызвал в Румынию четырех граждан Молдавии, которым обещал заплатить по 2 тысячи евро, если они изобьют обидчиков. Однако во Франкфурт приехал только Александр Бакаев.

## Убийство
Сами трагические события произошли 3 декабря 2002 года. Как описывается в материалах прокуратуры, около 9 часов вечера, Оприс с Бакаевым, вооруженные пистолетами и ножами, ворвались в дом пограничника Андреа Бертоцци. Сам Андреа находился на дежурстве, в квартире была его беременная жена Флавия с подругой. Женщин привязали к стульям и заклеили им рты. После раздумий Оприс повернулся к Бакаеву и провел ребром ладони по горлу. Бакаев без колебаний убил беременную женщину.
Вторую женщину оставили в живых, приказав передать Андреа Бертоцци, за что они убили его жену.

## Арест
Клаус Оприс вместе с семьей предприняли попытку к бегству, однако был задержан в Бухаресте.
Александра Бакаева объявили в международный розыск. Властями Швейцарии за его поимку была назначена награда в размере 50 тыс. евро. Следствию было известно, что после убийства, Бакаев отправился в Молдавию, где его след потерялся. Задержать преступника удалось только 4 августа 2003 года на одном из КПП в Туапсинском районе Краснодарского края.

## Приговор
Клаус Оприс был осуждён практически сразу после ареста. Он приговорён к пожизненному заключению.
Александра Бакаева судили в России. Судебные заседания затянулись до 2007 года. Мосгорсуд приговорил подсудимого к 20 годам лишения свободы. Бакаев подал на обжалование в Верховный суд. Однако представитель потерпевших адвокат Александр Линников заявил, что намерен добиваться ужесточения наказания: «Прокурор просил назначить Бакаеву пожизненный срок. Это то, что он заслужил».